# Thièvres (Pas-de-Calais)
Thièvres település Franciaországban, Pas-de-Calais megyében. Lakosainak száma 92 fő (2022. január 1.). Thièvres Famechon, Orville, Sarton és Thièvres községekkel határos.

## Népesség
A település népessége az elmúlt években az alábbi módon változott:
| Lakosok száma | 128  | 133  | 135  | 123  | 112  | 101  | 97   | 96   | 92   |
|               | 2013 | 2015 | 2016 | 2017 | 2018 | 2019 | 2020 | 2021 | 2022 |